# Zentralafrikanische Sichelwaffe

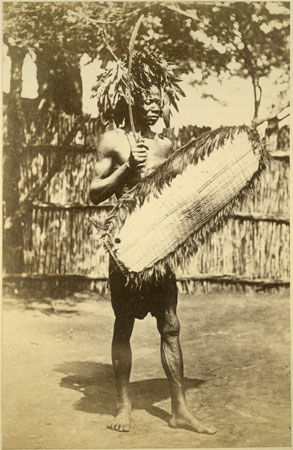
Makaraka-Krieger mit Sichelwaffe und Schild, um 1879 durch Richard Buchta

Zentralafrikanische Sichelwaffen wurden in einem großen Gebiet in Zentralafrika verwendet. Sie kommen in verschiedenen Ausführungen vor; von der Grundform her erinnern sie an eine landwirtschaftliche Sichel bzw. Hippe. Die Sichelwaffen hatten neben der Funktion als Waffe auch Funktionen als Werkzeug, Statussymbol oder Primitivgeld.

## Forschung

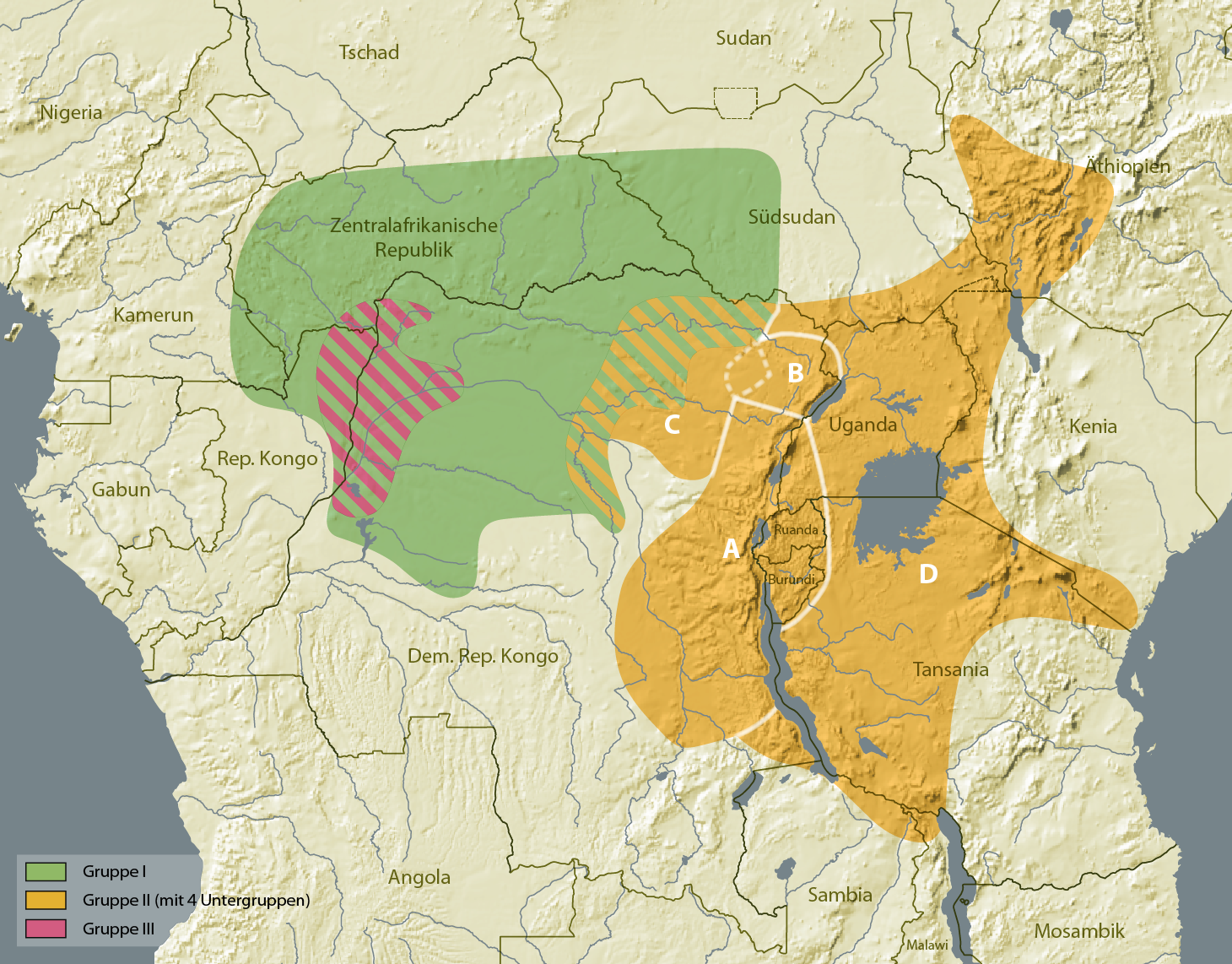
Verbreitung nach Jan Elsen

In Zusammenhang mit dem Wettlauf um Afrika genossen um 1900 afrikanische Objekte, unter anderem Waffen, eine große Popularität in Europa. 1906 stellte Henry Swainson Cowper eine Verbindung von dem abessinischen Shotel zu den Sichelwaffen der Azande her. Die erste wissenschaftliche Untersuchung über afrikanische Sichelwaffen veröffentlichte Joseph Maes im Jahre 1923 im Artikel „Les sabres et massues des populations du congo belge“. Die frühen Autoren ordneten die Sichelwaffen zuerst den afrikanischen Wurfeisen unter.
Afrika verschwand in den ersten zwei Jahrzehnten des 20. Jahrhunderts aus dem Focus der Öffentlichkeit und der Wissenschaft; viele afrikanische Objekte verschwanden in Museumsdepots. 1946 publizierte P. Lenk-Chevitch seine Untersuchungen über die Herkunft der Sichelwaffen. Erst 1975 veröffentlichte Heinrich Westerdijk ein neues umfassendes Werk über zentralafrikanische Waffen. Um das Jahr 2000 kamen Veröffentlichungen von Jan Elsen sowie Tristan Arbousse-Bastide hinzu.
Zur Herkunft der Sichelwaffen gibt es mehrere Hypothesen. Eine Möglichkeit ist das alte Ägypten. Das Reich erstreckte sich damals bis weit in den Sudan und einige Typen der zentralafrikanischen Sichelwaffen ähneln den ägyptischen Waffen (Wurfholz oder Chepesch). Ein weiteres Indiz ist, dass die Völker, welche zentralafrikanische Sichelwaffen verwenden, nilotischer oder zentralsudanesischer Abstammung sind. Wurfhölzer kamen auch im südlichen Tschad vor. Der Ursprung der mehr Hippe-ähnlichen Waffen sind möglicherweise landwirtschaftliche Werkzeuge mit kleineren Klingen. Manche Exemplare sind zwar den Waffen nachgebildet, haben aber die Funktion einer Statuswaffe.
Jan Elsen unterteilt die Sichelwaffen in drei Hauptgruppen. Eine genaue Zuordnung zur Ethnie kann häufig nicht vorgenommen werden. Die Besitzer waren nicht immer die Hersteller, da durch Kauf, Tausch und Kriegstrophäe die Objekte auch über größere Entfernungen verbreitet wurden.
Manchmal werden die Sichelwaffen unter dem Begriff Mambele subsumiert. Dieser Begriff stammt wahrscheinlich von m'bêl ab und hat am Uelle-Fluss die allgemeine Bedeutung Messer.

## Gruppe I

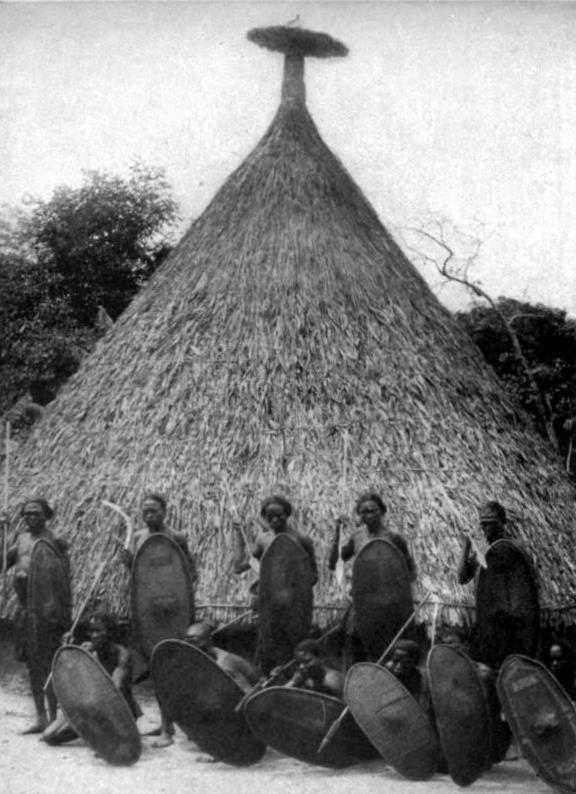
Mit Speeren und einem Sichelschwert (2. v. l) bewaffnete Krieger

Das Verbreitungsgebiet dieser Gruppe ist der Norden der Demokratische Republik Kongo, sowie angrenzende Gebiete in der Republik Kongo, in der Zentralafrikanische Republik, in Gabun und im Südsudan. Diese Waffen sind eng verwandt mit den afrikanischen Wurfeisen. Laut Jan Elsen sind diese Sichelwaffen als eine Entwicklungsstufe vor oder nach den Wurfeisen zu sehen. Wenn davor, dann stammen diese Waffen wahrscheinlich von dem Wurfholz ab. Es ist aber auch möglich, dass sich diese aus den Wurfeisen entwickelt haben. Viele Völker kamen im 18. Jahrhundert oder früher aus nördlicheren Savannenregionen, den Vorkommensgebiet der Wurfeisen. Da eine Wurfwaffe sich in einer bewaldeten Region kaum einsetzen lässt, ist es denkbar, dass die Wurffunktion verloren ging.
Klingenlänge beträgt 30 bis 100 cm. Die Klingenformen variieren von gerade mit gebogener Spitze, über Halbmondform bis hin zur S-Form. Die Klingenende ist oft verbreitet und kann spitz oder flach ausgeführt sein. Dadurch ist der Massenmittelpunkt zum Klingenende hin verschoben. Die Innenseite und Teile der Außenseite an der Spitze sind geschärft. Oft findet sich etwas oberhalb des Griffes auf der Innenseite der Krümmung ein kleiner Vorsprung. Die Spitze dieses Vorsprungs kann auch als Halbmond ausgeführt sein. An diesem Vorsprung kann ein Trageriemen befestigt werden. Auch kann dieser als Parierelement die gegnerische Klinge abwehren. Wie beim Wurfeisen haben diese Sichelwaffen meist eine flache und eine gewölbte Seite; bei den Wurfeisen wird das mit besseren aerodynamischen Eigenschaften erklärt. Die Griffe können wie bei den Wurfeisen umflochten oder mit Leder bezogen sein; häufiger sind jedoch Griffe aus Holz. Manchmal durchdringt der Erl den Griff und wird zu einer Öse gebogen, so dass der Trageriemen dort befestigt werden kann. Eine Scheide gibt es nicht. Die Funktion der gekrümmten Waffe war es, den Gegner hinter einem Schild zu treffen. Damit gleicht es dem abessinischen (Äthiopien) Shotel. Manche der Sichelwaffen könnten auch als Wurfwaffe gedient haben.
- A
- B
- C
- D
- E
- F

- A-D: S-förmige Klingen mit unterschiedlichen Krümmungsgraden mit spitzem oder stumpfen Ort, Griffe aus Raphia-geflecht, Lederumwicklung oder Holz, manchmal ein lederner Handschutz über dem Griff; Wird die Waffe am Handschutz gehalten, eignet sie sich besser zum Schneiden als zum Schlagen. Vorsprung oberhalb des Griffes sehr selten, verschiedene Verzierungen wie Gravuren oder kleine, runde Durchbrüche an der Oberseite der Klinge. Es ist möglich, dass manche Varianten als Wurfwaffe eingesetzt wurden. Nutzer: Mbaka, Mbanza, Lobala, Ngombe, Dokoa, Poto, Ngbandi[19]
- E: deutlich gestreckter und gerader als die vorherige Form, große Holzgriffe, Rille in der Mitte der Klinge, kleiner Vorsprung an der Hinterseite des verbreiteten Teils der Klinge. Eignen sich vornehmlich als Schlagwaffen. Nutzer: Ngombe, Dokoa, Poto[20]
- F: Verbreiteter Teil der Klinge nicht spitz, Griff aus Holz und häufig umwickelt, Vorsprung über dem Griff; Nutzer: Binja, Bati, Benge, Yakoma[21]

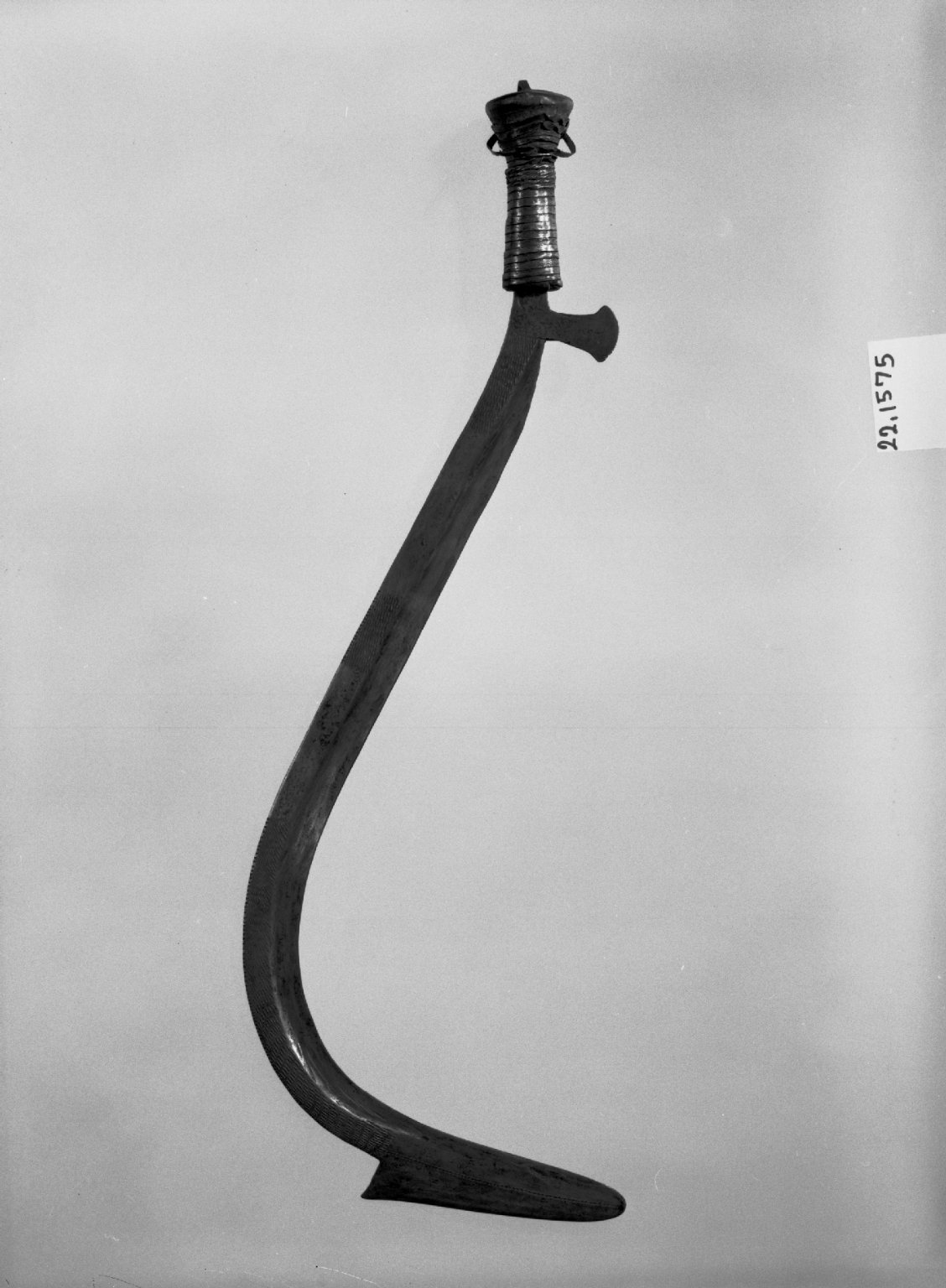
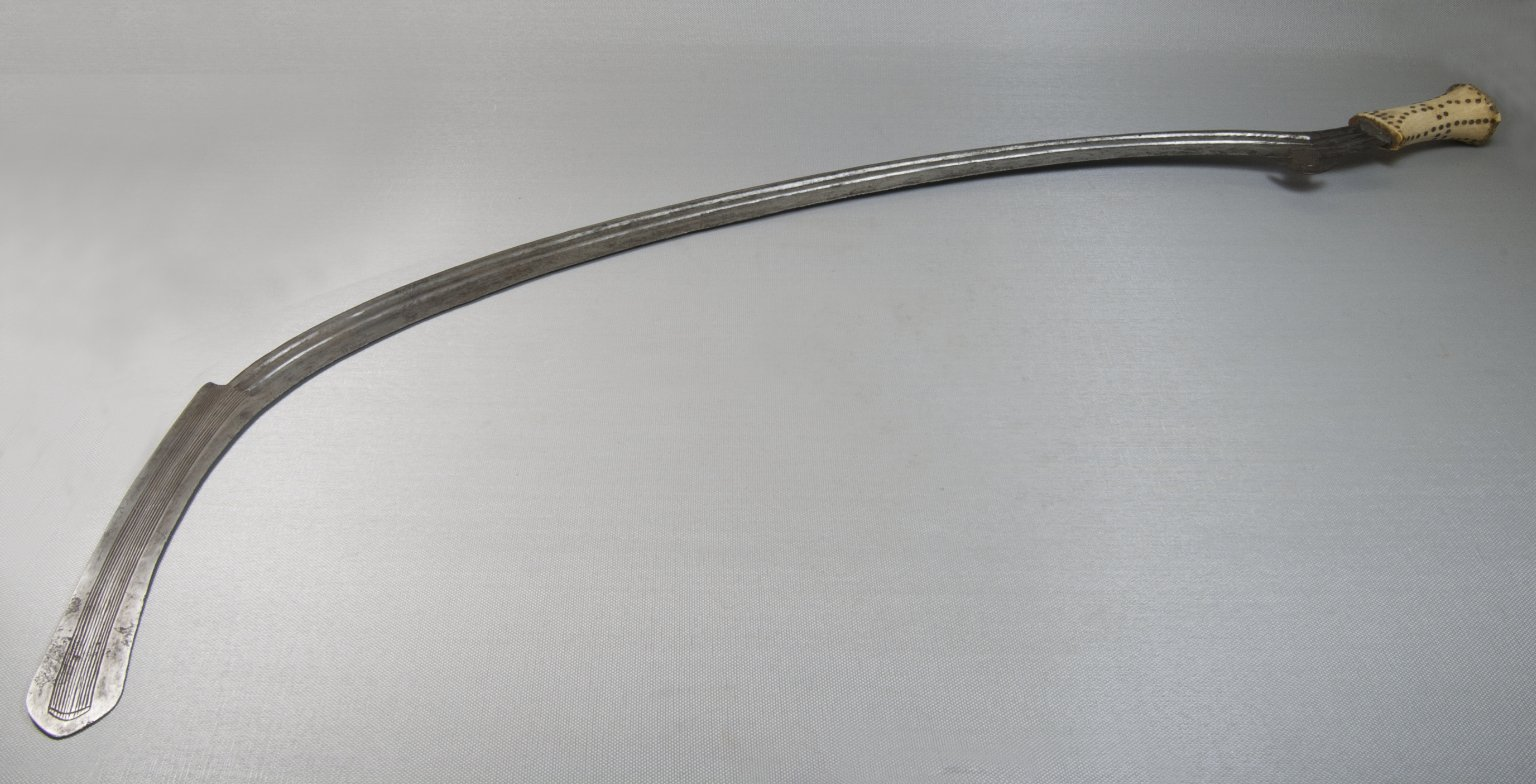
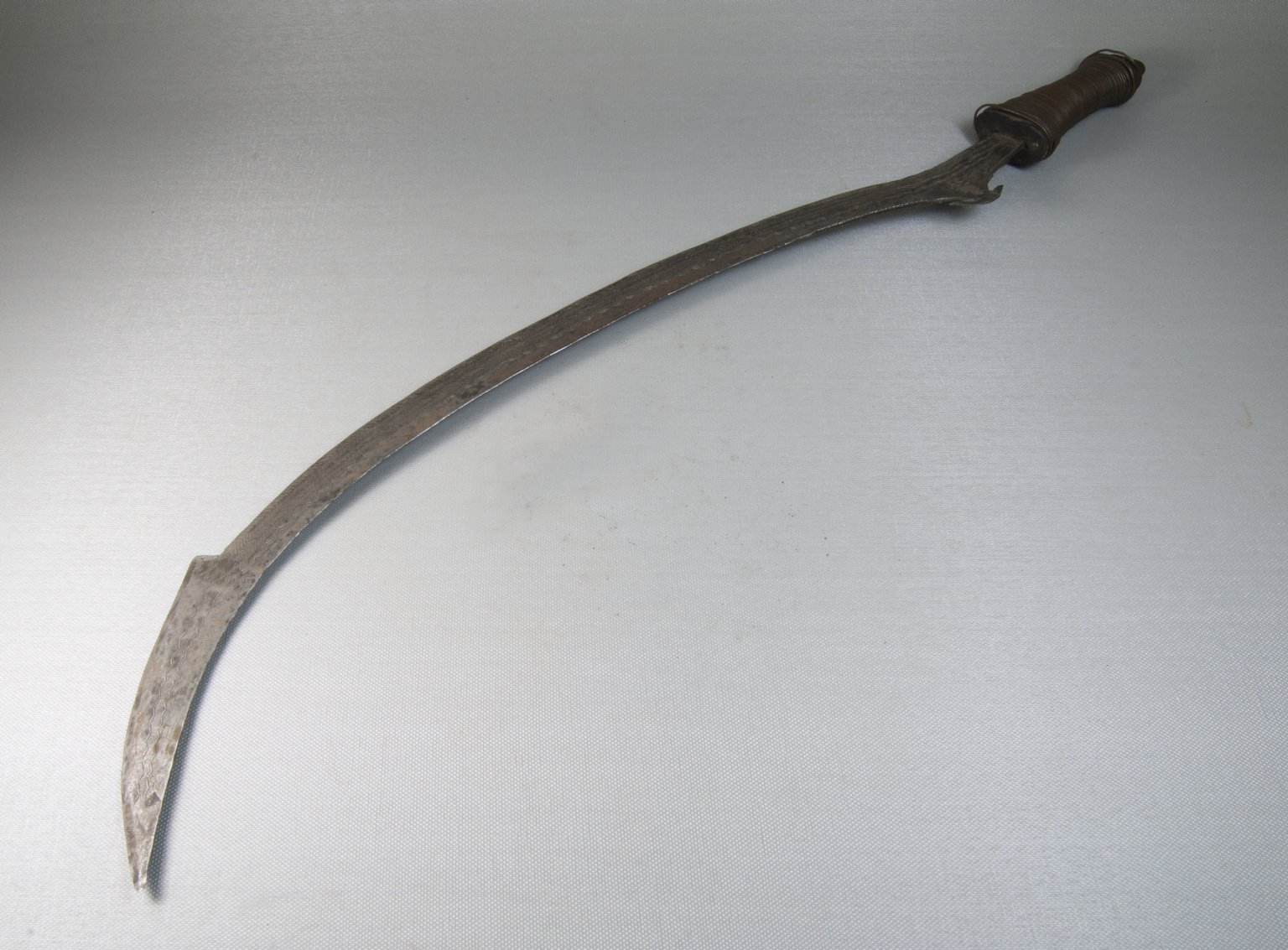
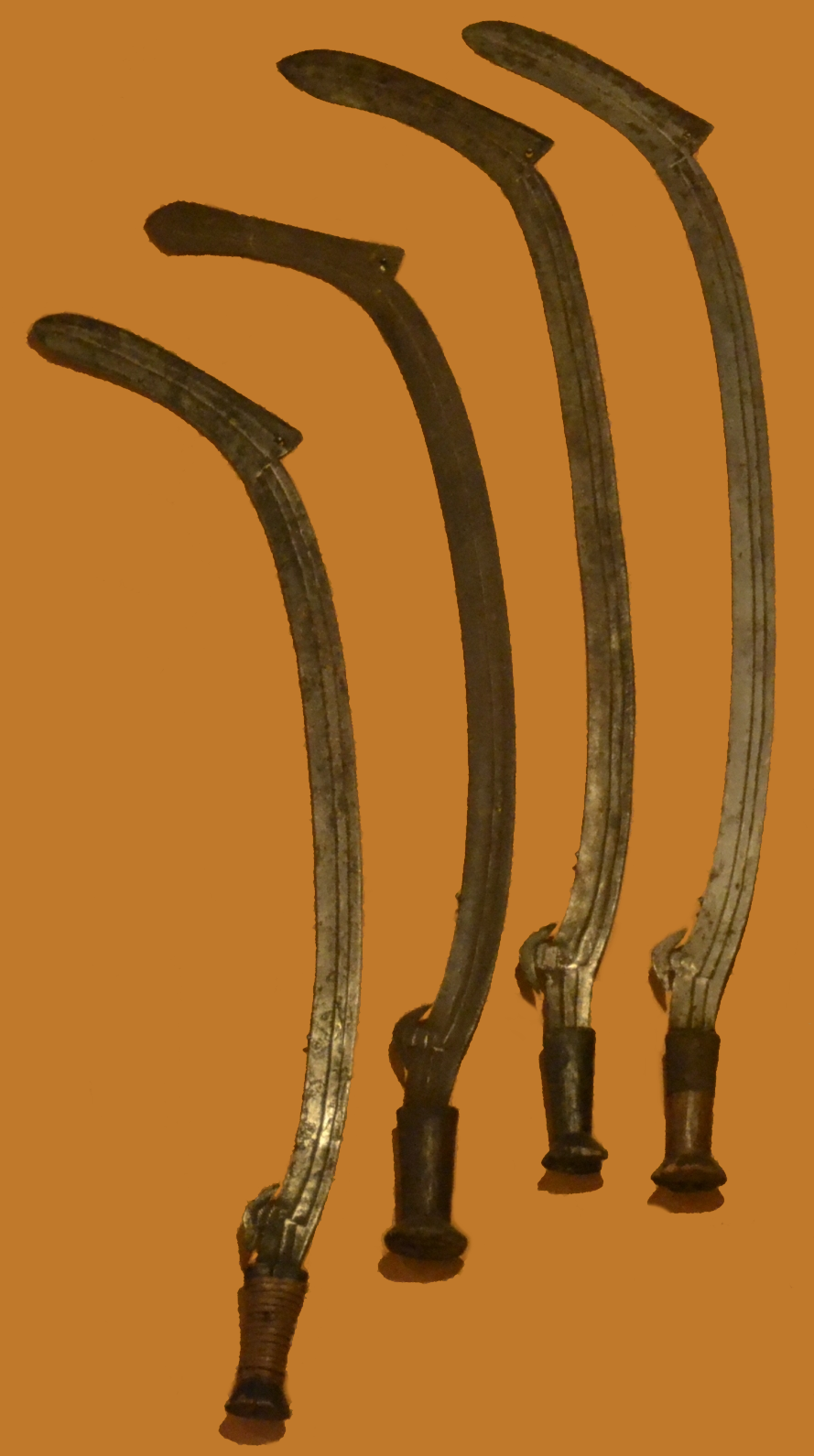
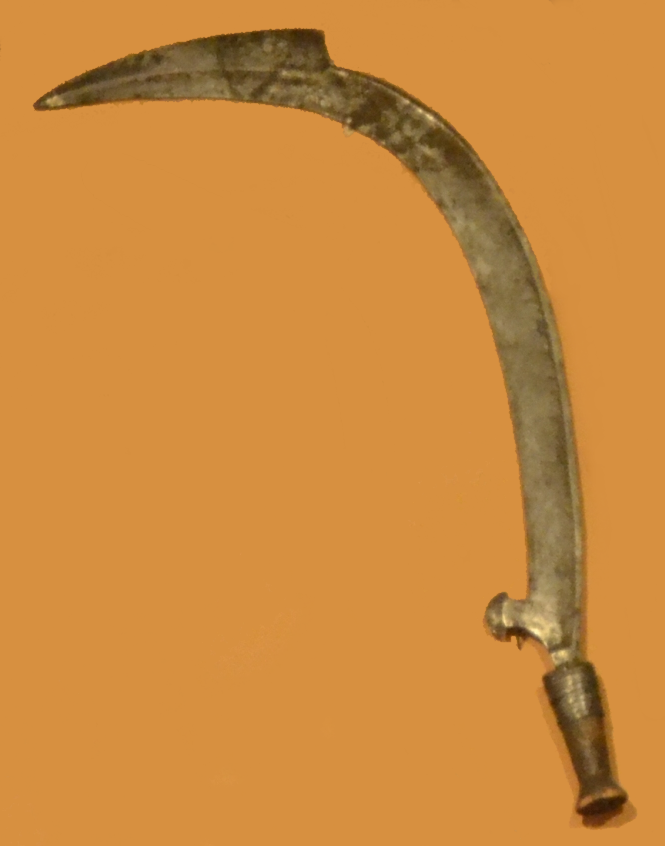

- verschiedene Längen bis zu 90 cm, Vorsprung über dem Griff; Nutzer: Bandia, Nzakara, Azande, Binja, Yakoma, Boa, Angba, Topoke, Mba, So; von Bandia, Azande mambeli bzw. mambele genannt[22]

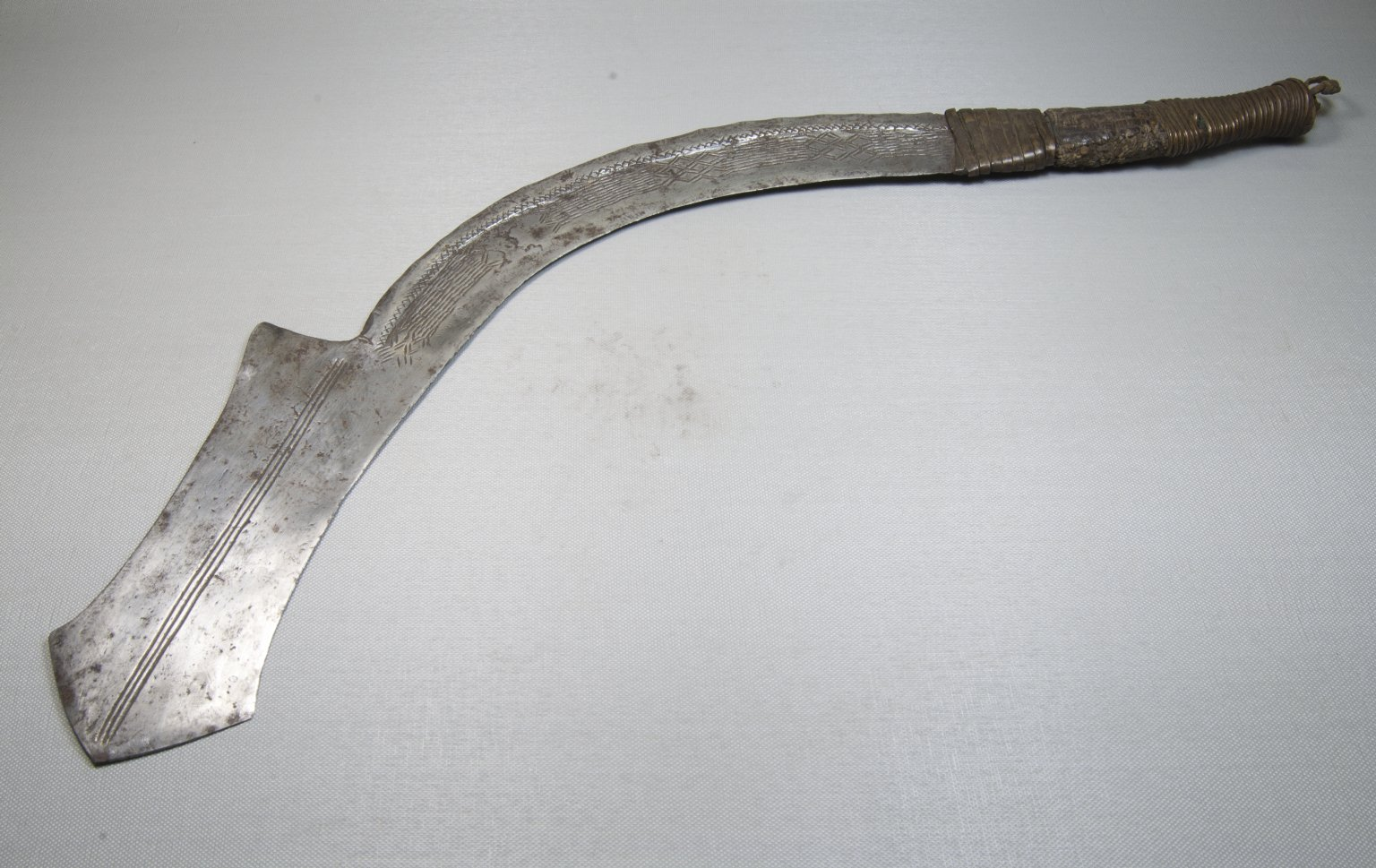
A
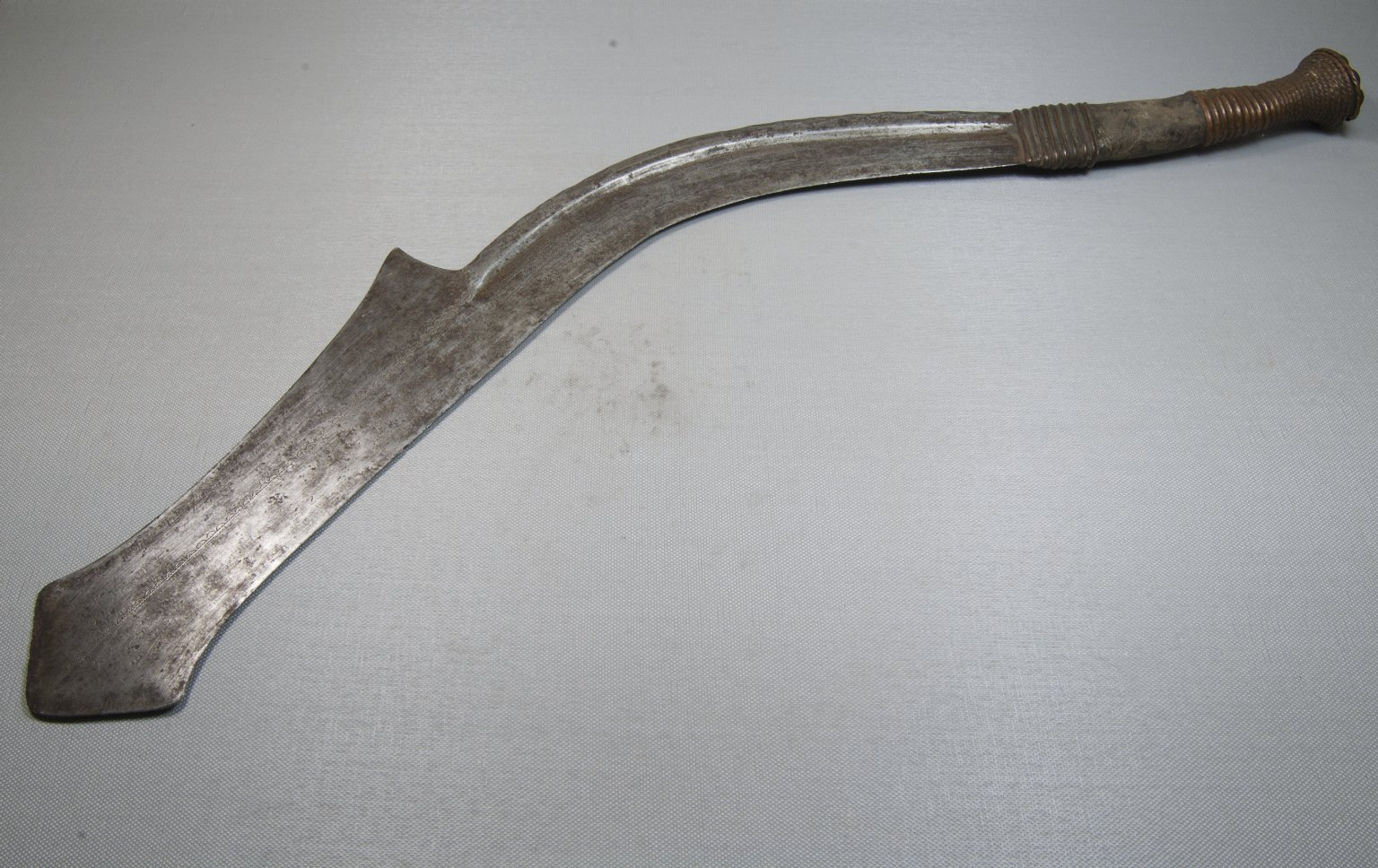
B
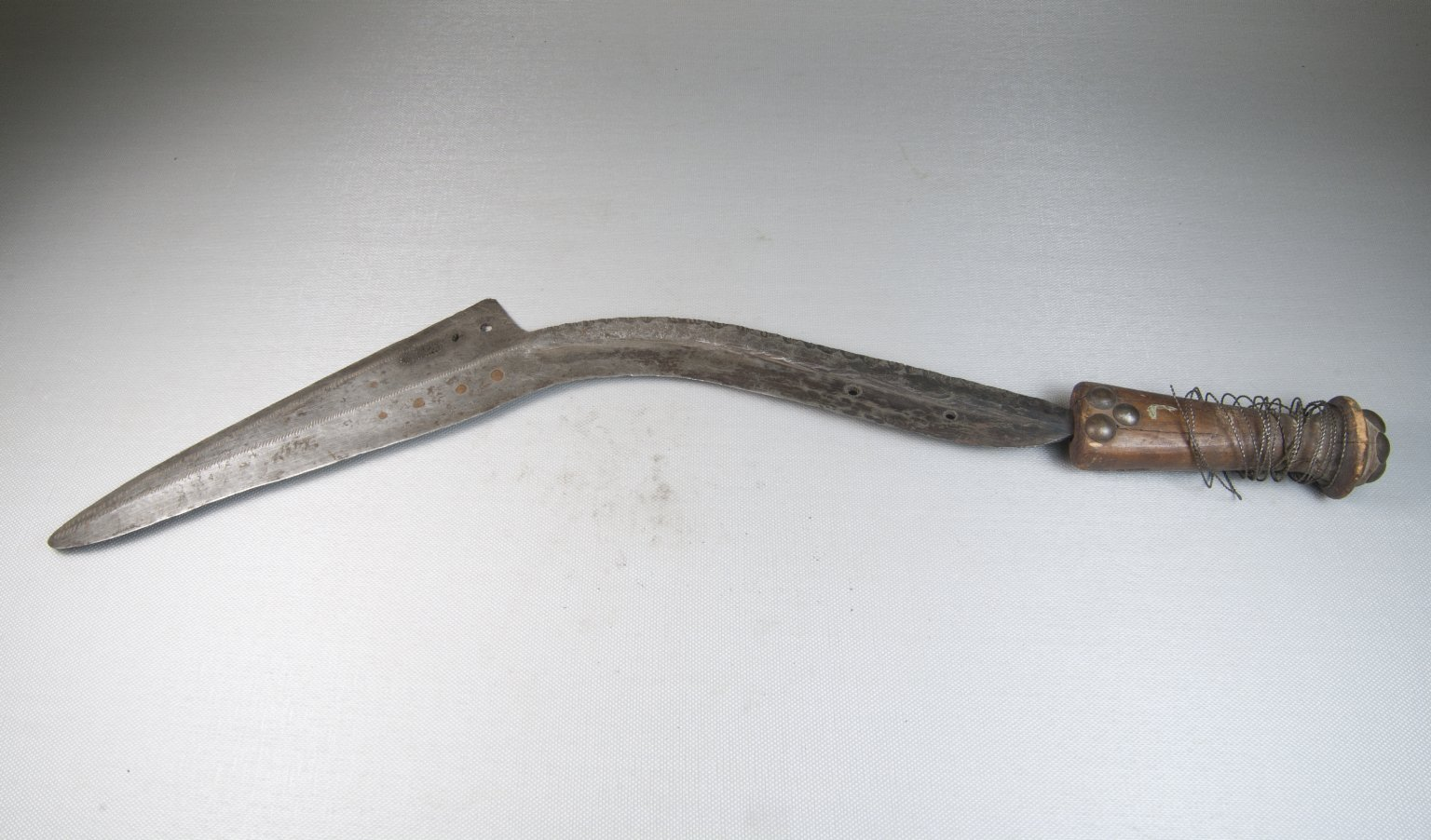
C
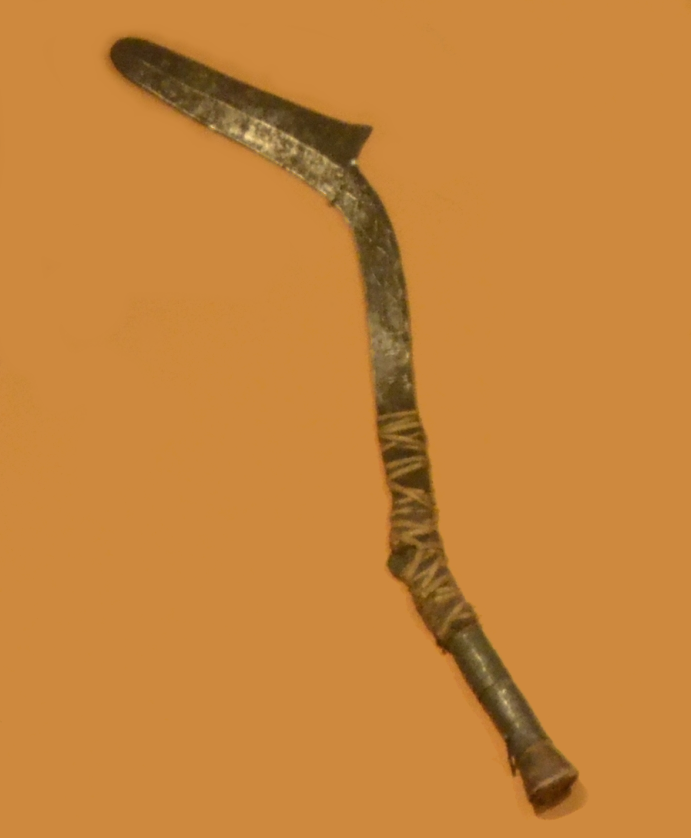
D
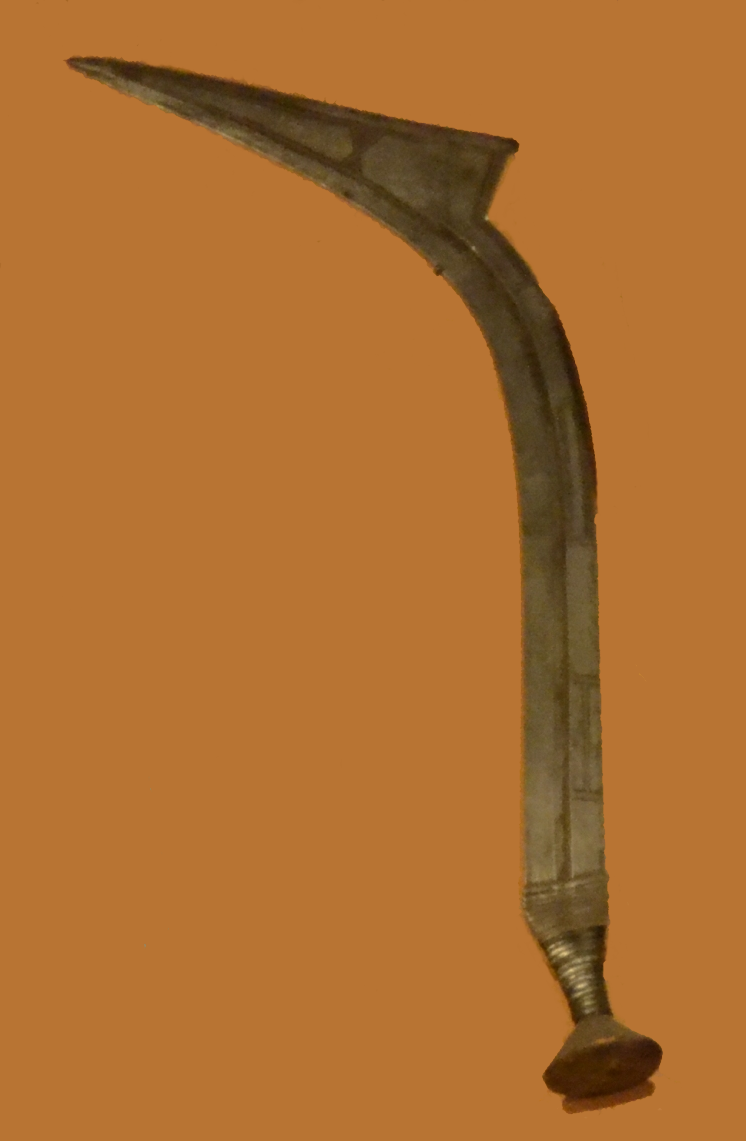
E
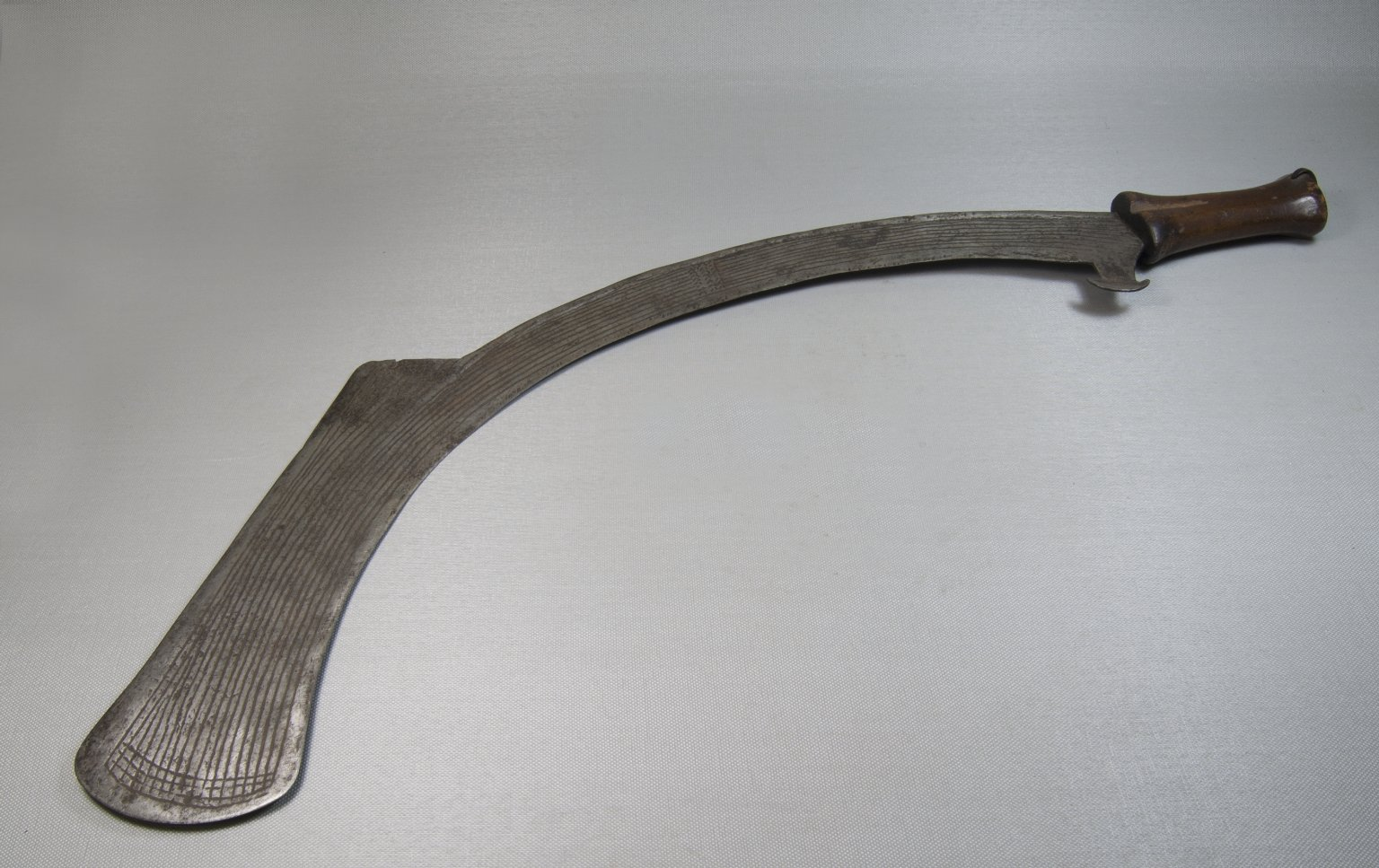
F

- A: Häufig als Prunkwaffe, dann überstreckt und oft mit länglichem Durchbruch über dem Griff; Nutzer: Yakoma, Ngbandi, Sango, Banziri, Mbugbu, Nzakara, Bongo, Ndunga[23][24]
- B: scheibenförmiger Ort, eher selten, lässt auf ein Einfluss der Banda schließen; Nutzer: Yakoma[25][26]

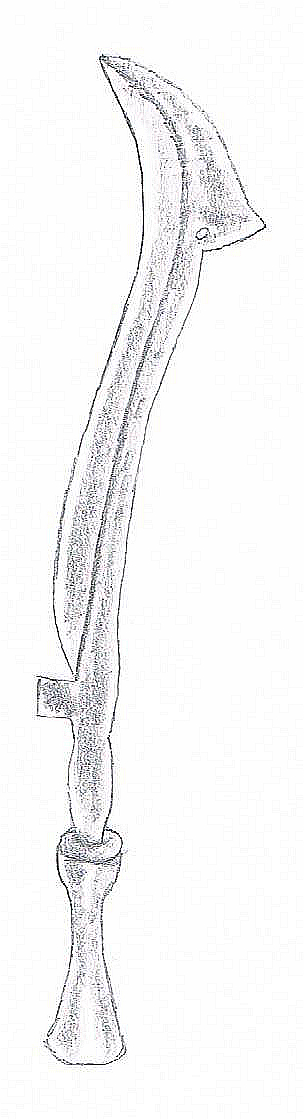
A
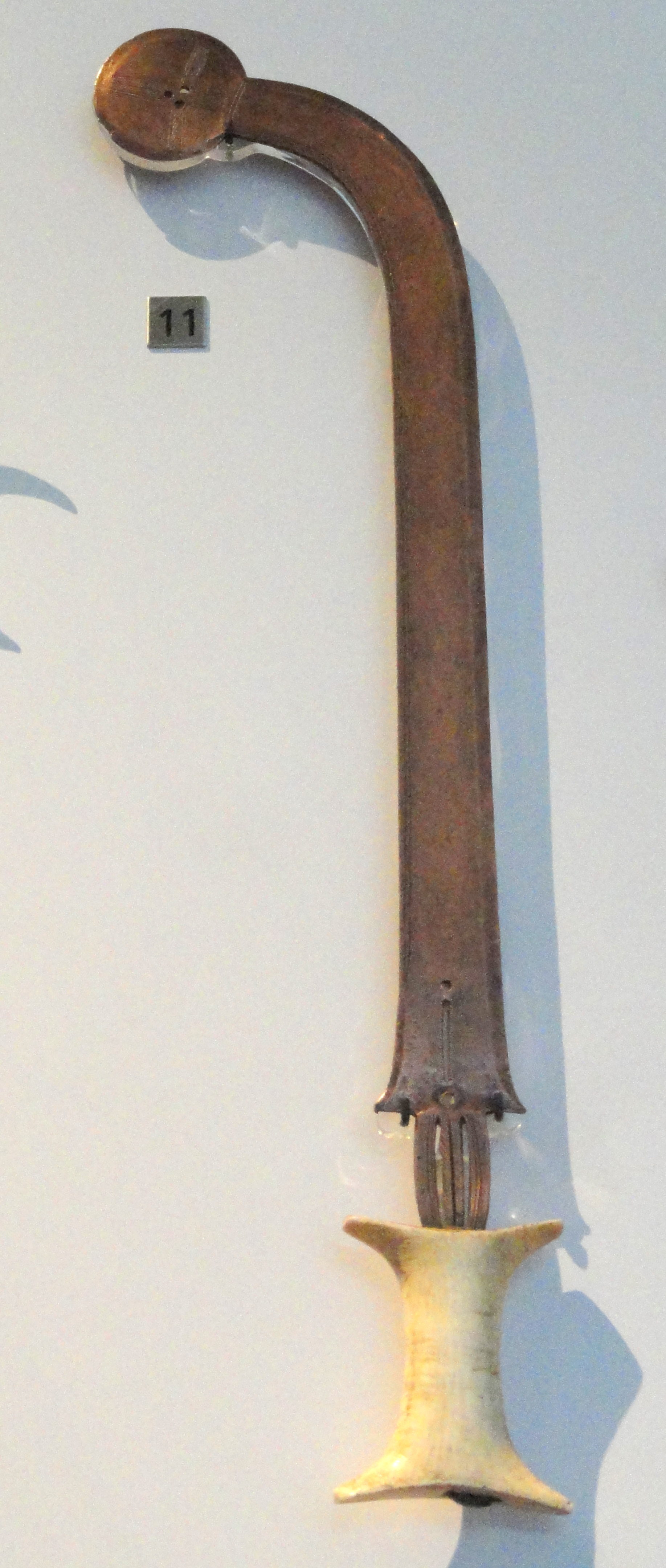
B
- C

- A-B: beilförmige Klinge; Nutzer: Mongo, Lia, Konda, Kundo[27]
- C: Itapi, Würdezeichen aus Holz; Nutzer: Dengese[28]

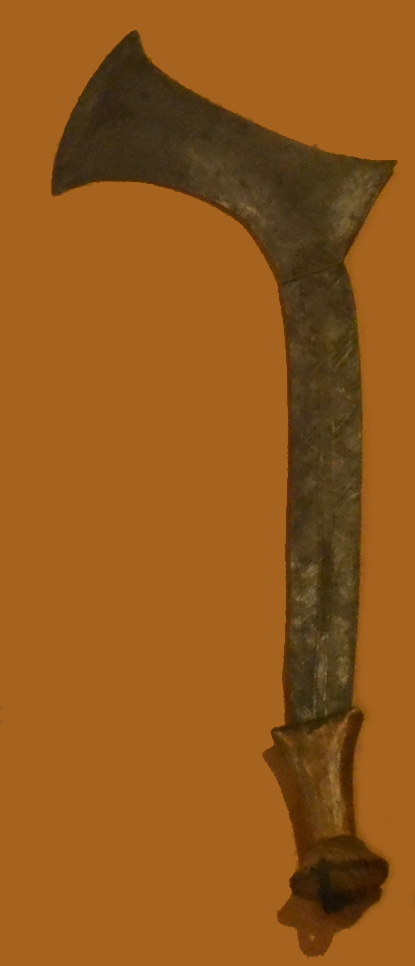
A
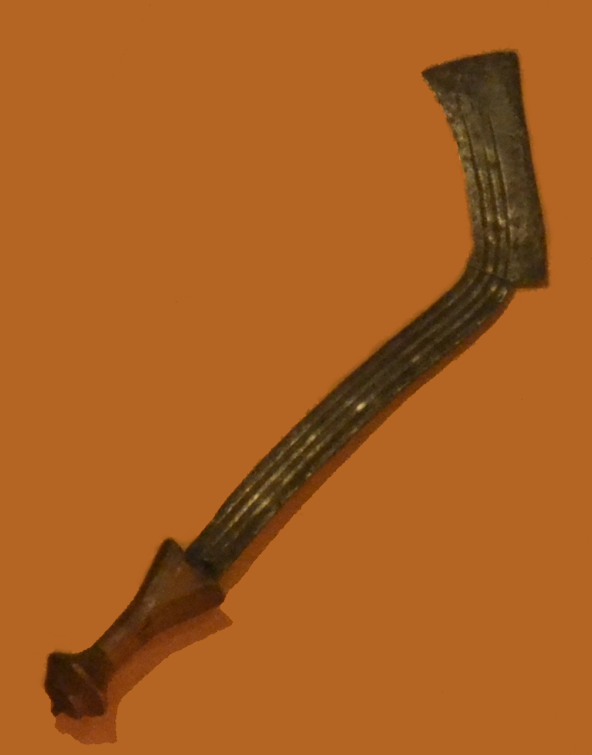
B
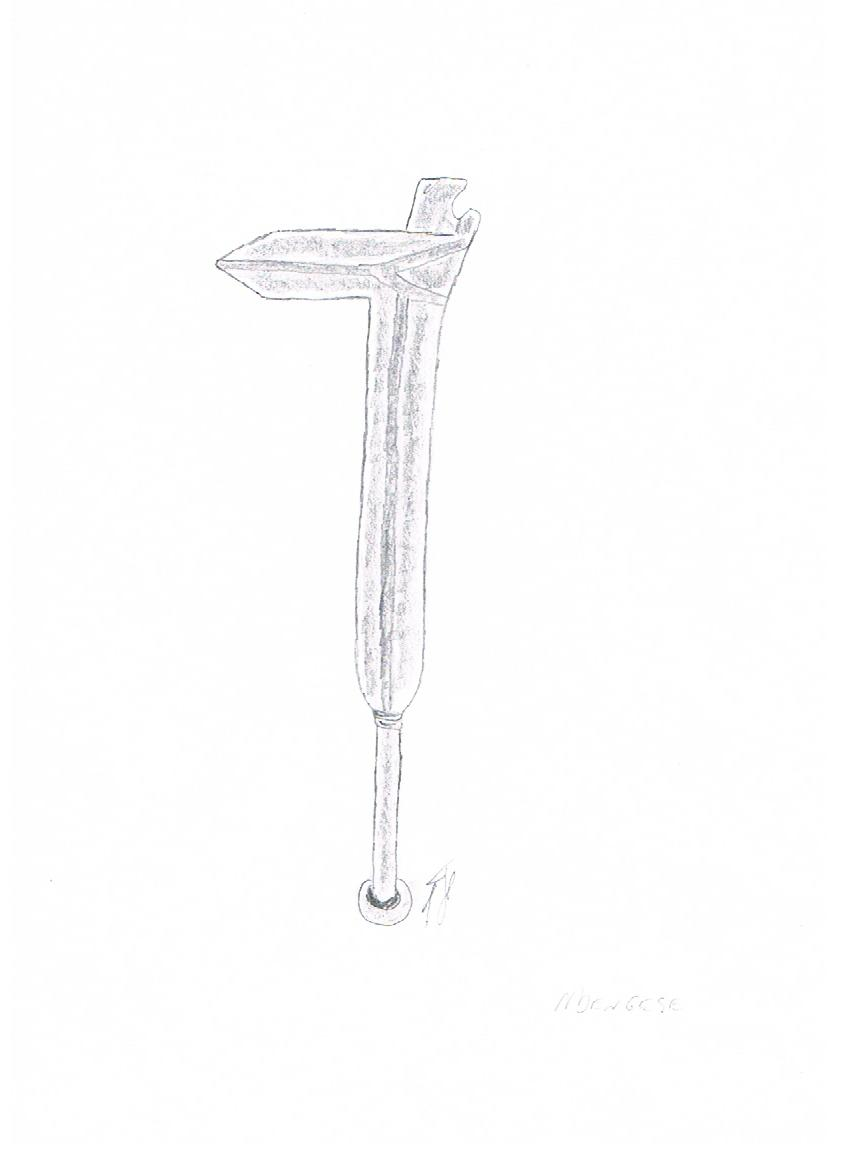
C

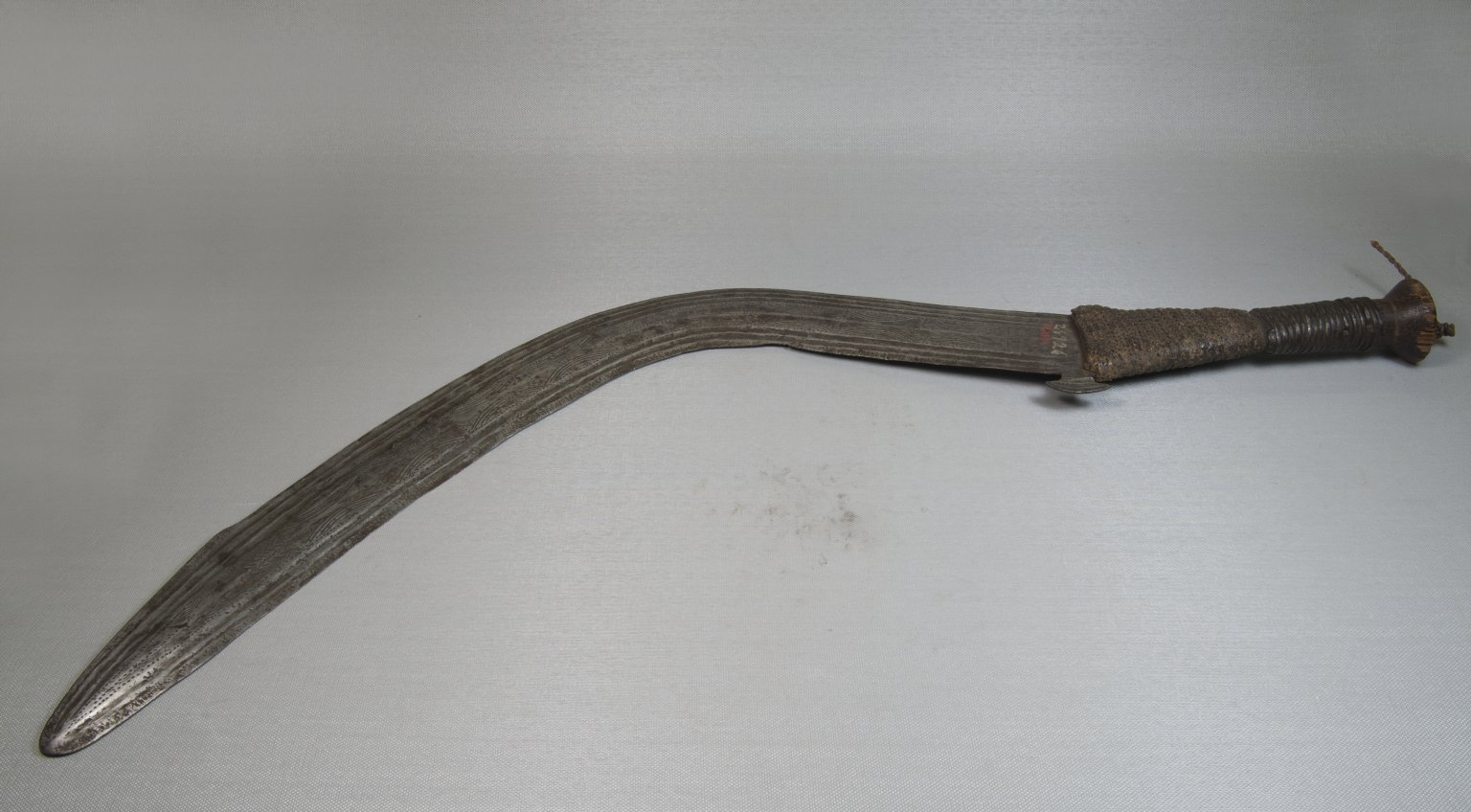
A
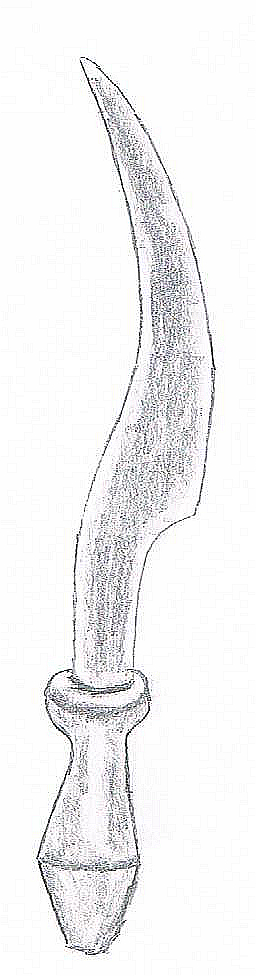
B
C

- A: Breite, gekrümmte bis geknickte Klinge ohne Verbreiterung an der Spitze, kleiner Vorsprung über dem Handgriff, kleiner Handgriff aus Holz, oft ein geflochtener Handschutz über dem Griff, kleine und mittlere Exemplare als Waffe, große Exemplare als Statussymbol; Nutzer: Benge, Boa, Bandia, Yakoma, Nsakara, Mongelima[29][30]
- B: eine Übergangsform zwischen Sichelwaffe und Säbel, charakteristisch ist der lange verbreiterte Teil der Klinge; Nutzung als Gebrauchsmesser; Nutzer: Nzombo, Lobala[31]
- C: Gestreckte Form, kein Vorsprung über dem Handgriff, dafür eine Öse für Trageriemen; werden auch zu den Wurfeisen gezählt, wobei sie wohl nicht geworfen wurden; Nutzer: Gbaya, Pomo, Bumali[32][33]

## Gruppe II: Sichelwaffen aus dem östlichen Zentralafrika

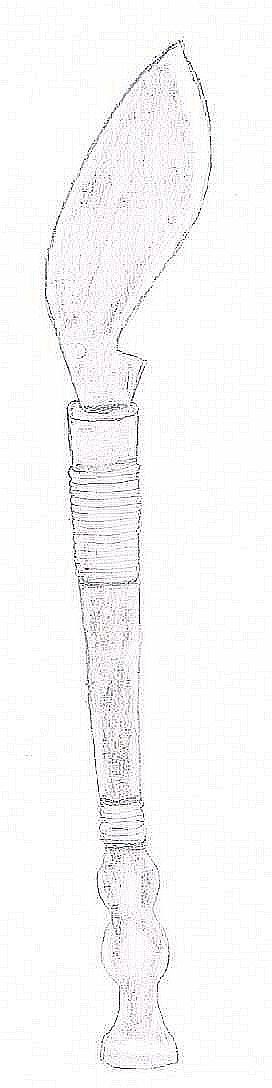
Langer Griff, kurze Klinge

Die Gemeinsamkeit dieser Gruppen von Sichelwaffen bzw. Werkzeuge aus dem Osten der Demokratischen Republik Kongo und angrenzender Länder ist ein längerer hölzerner Griff und eine verhältnismäßig kurze Eisenklinge. Jan Elsen ist der Ansicht, dass die Sichelwaffen aus dieser Gruppe von einem langstieligen Werkzeug abstammen. Diese Werkzeuge kommen hauptsächlich in einem großen Gebiet um den Victoriasee vor allem in Uganda und Tansania. Die Klinge ist in der Regel mehr oder weniger gekrümmt.

### Ost-Kongo sowie Ruanda und Burundi

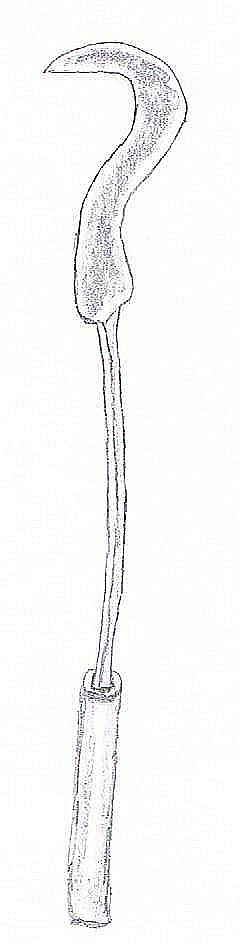
A
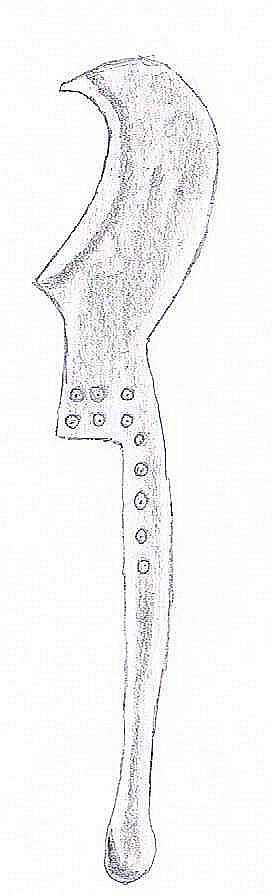
B
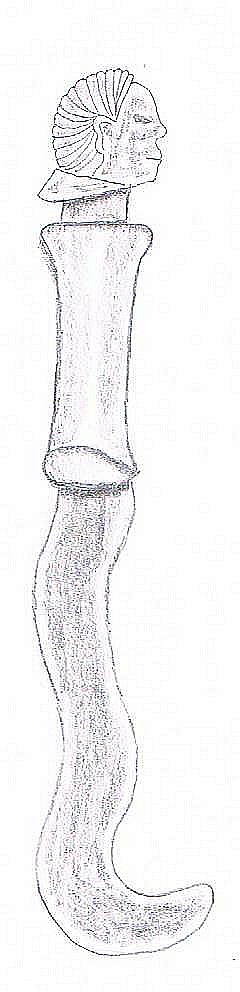
C
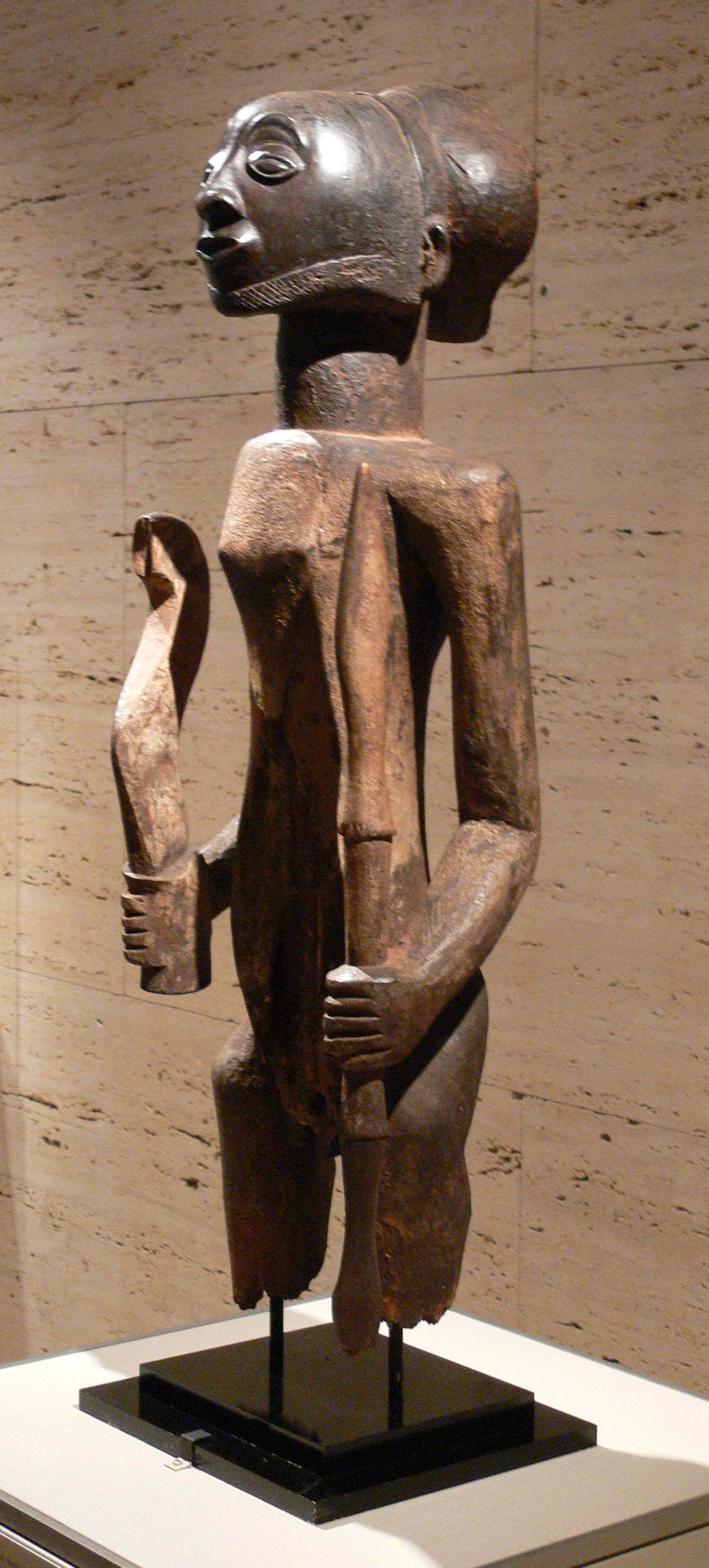
D

- A: Umuhoro ist ein langstieliges Messer, mehr Werkzeug als Waffe. Charakteristisch ist der lange, dünner Eisenstiel, der dann zu einer breiten, halbmondförmigen Klinge wird. Es kommt hauptsächlich in Ruanda und Burundi sowie im Osten der Demokratischen Republik Kongo vor.[35][36]
- B: Mugusu ist eine Kopie des Umuhoro aus Bein für kulturelle Zwecke. Nutzung im Osten der Demokratischen Republik Kongo durch die Lega. Eine ähnliche Form stellen die Bembe, Nachbarn der Lega, aus Holz her.[37]
- C-D: Geschwungene Parademesser, Griffende oft mit einem menschlichen Kopf verziert, oft Darstellung in Ahnenstatuen. Nutzung hauptsächlich im Osten der Demokratischen Republik Kongo durch die Hemba.[38]

### Nordost-Kongo (Typ Momvu)
Längerer Griff mit einer verhältnismäßig kurzen Klinge. Die Klingen haben eine große Formenvielfalt, von stark bis wenig gekrümmter Klinge mit unterschiedlich ausgeprägten Ausbuchtungen. Da sich der Massenmittelpunkt in der Klinge befindet, verfügen die Messer über eine hohe Schlagkraft. Der Einsatzzweck reicht vom Arbeitsmesser der Frauen bis zum Parademesser mit aufwändiger Verarbeitung. Die Momvu sowie weitere Ethnien nutzen diese Messer im Nordosten der Demokratischen Republik Kongo

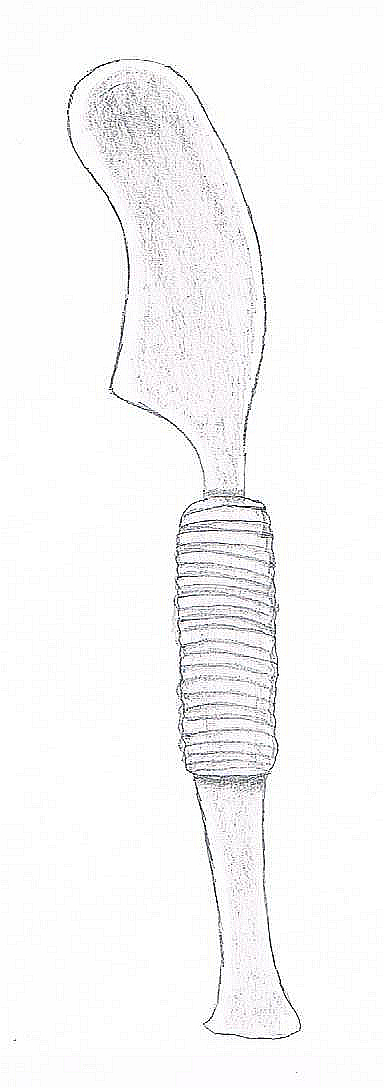
A
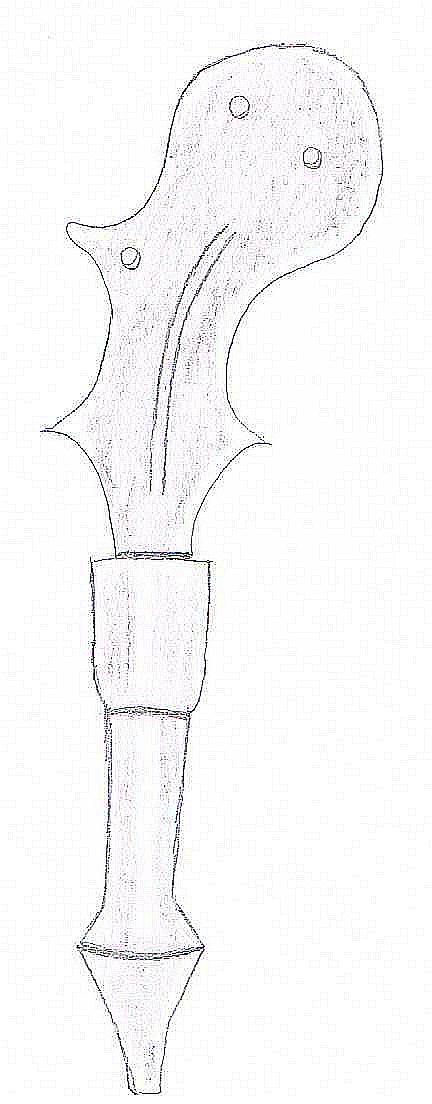
B

- A: Itudri: abgerundete Klinge, Nutzung als Arbeitsmesser[40][41]
- B: Scheibenmesser der Momvu: abgerundete Klinge, manchmal Arbeitsmesser und Waffe, aber in der Regel Parademesser.[42]

### Nordost-Kongo (Typ Mangbetu)
Die Klinge ist am Griff dünn und wird dann auf beiden Seiten breiter und endet auf eine Seite gebogen. Die Klingenformen variieren; manche Klingen verfügen über kleine seitliche Spitzen als Zierelemente. Das Messer diente als Waffe, Werkzeug und meist in hochwertigen Ausführungen als Statuswaffe. Vorkommen im Nordosten der Demokratischen Republik Kongo. Diese Waffen sind insbesondere typisch für die Mangbetu.

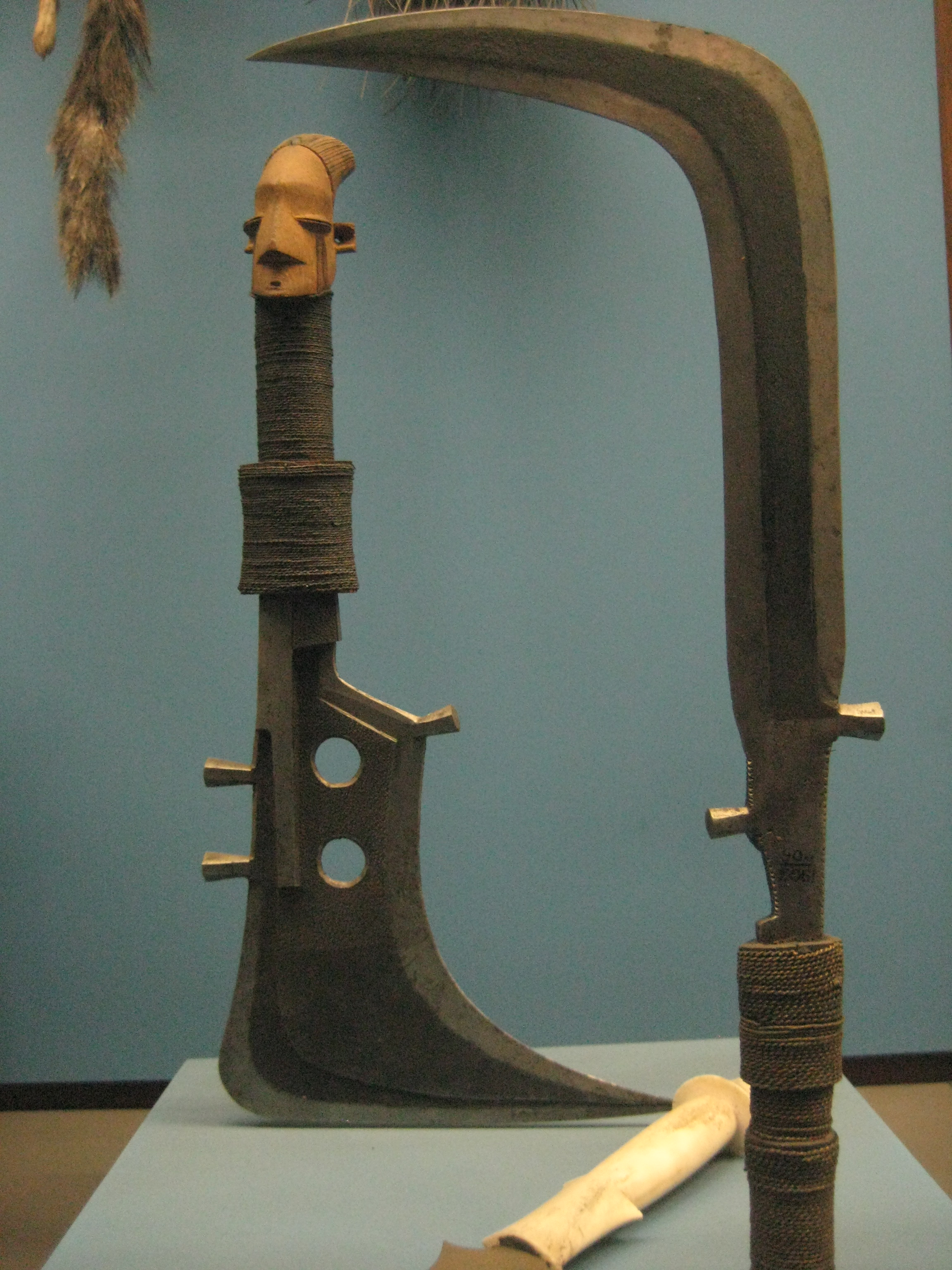
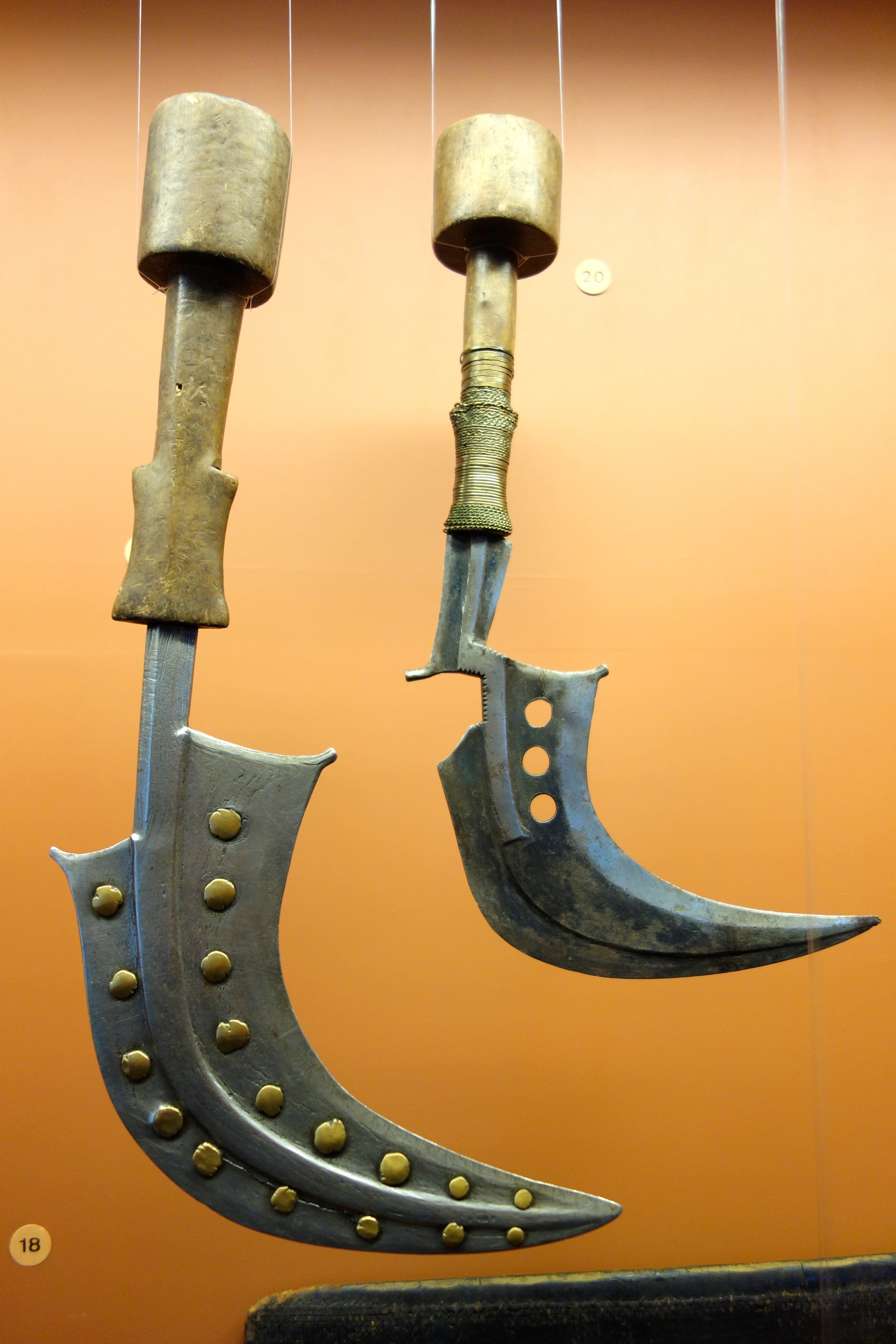

## Gruppe III: Nordwest Zaire
Die Ngulu kommen hauptsächlich im Nordwesten der Demokratischen Republik Kongo vor. Die Klinge beginnt am Griff gerade und endet in einer rückwärts gebogenen Halbmondform. Die Schneide befindet sich außen. Es existieren auch doppelseitige Varianten. Bekannt als Exekutionsmesser.

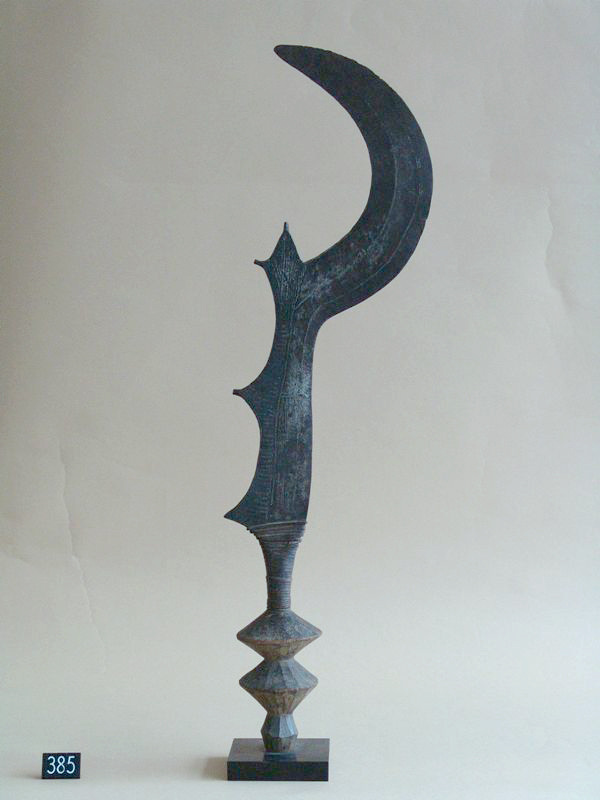
Einfach-Ngulu
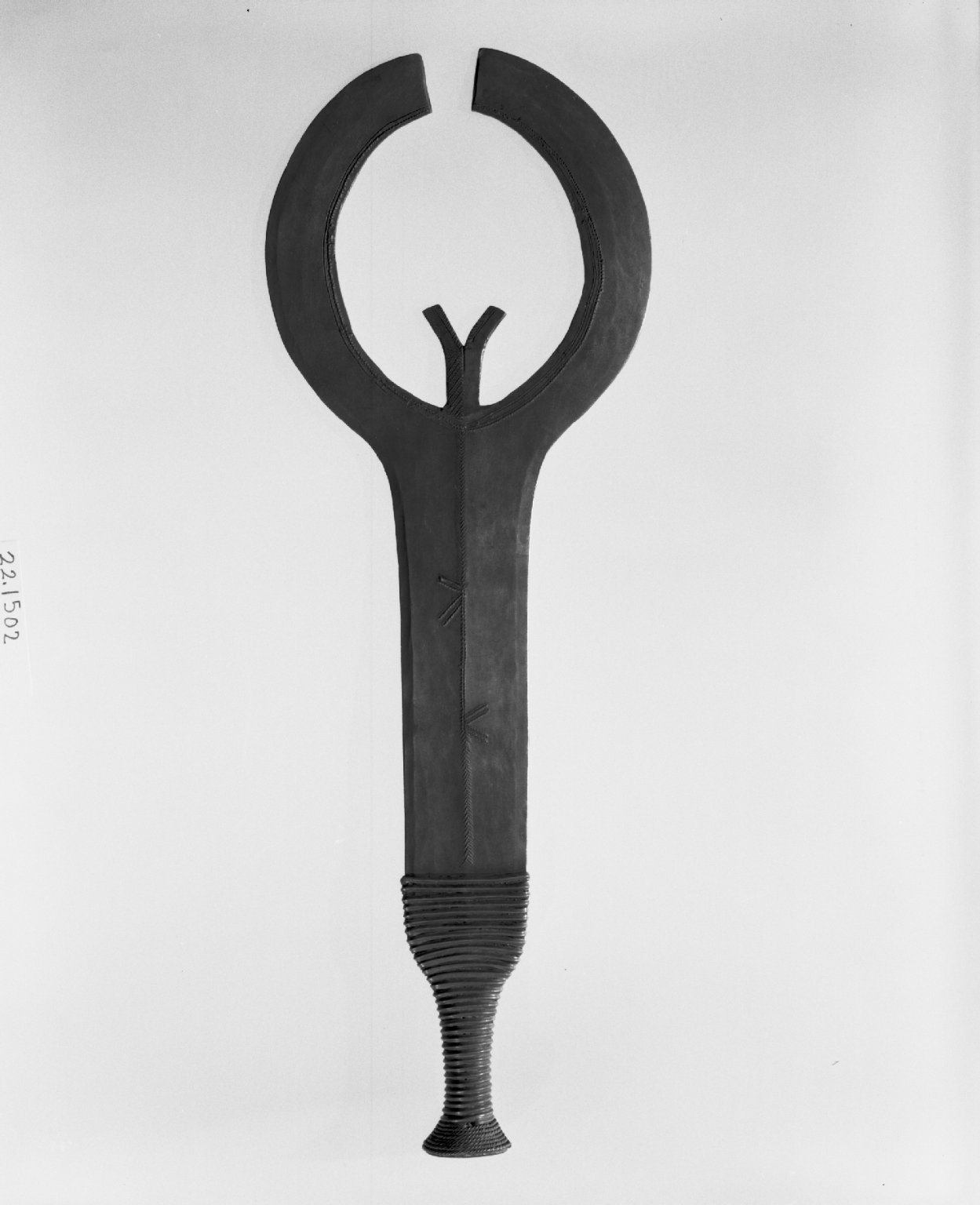
Doppel-Ngulu